# Federazione di baseball della Birmania
La Federazione birmana di baseball (eng. Myanmar Baseball Federation, MBF) è un'organizzazione fondata nel 2005 per governare la pratica del baseball in Birmania.
Organizza il campionato di baseball birmano, e pone sotto la propria egida la nazionale maschile.